# 100 meter bröstsim för damer i simning vid olympiska sommarspelen 2024
Damernas 100 meter bröstsim vid olympiska sommarspelen 2024 avgjordes mellan den 28 och 29 juli 2024 i Paris La Défense Arena.

## Rekord
Före tävlingarna gällde dessa rekord:
| Världsrekord     | Lilly King (USA)          | 1.04,13 | Budapest, Ungern | 25 juli 2017 |
| Olympiskt rekord | Tatjana Schoenmaker (RSA) | 1.04,82 | Tokyo, Japan     | 25 juli 2021 |

1. ↑  Tatjana Schoenmaker är Tatjana Smiths födelsenamn.

## Schema
Alla tiderna är UTC+2.
| Datum        | Tid   | Omgång      |
| ------------ | ----- | ----------- |
| 28 juli 2024 | 10:00 | Försöksheat |
| 28 juli 2024 | 19:37 | Semifinaler |
| 29 juli 2024 | 17:30 | Final       |

## Resultat

### Försöksheat
Simmarna med de 16 bästa tiderna gick vidare till semifinalerna.
| Placering | Heat | Bana | Simmare             | Nation                          | Tid     | Noteringar |
| --------- | ---- | ---- | ------------------- | ------------------------------- | ------- | ---------- |
| 1         | 4    | 5    | Tatjana Smith       | Sydafrika                       | 1.05,00 | 0Q0        |
| 2         | 5    | 4    | Tang Qianting       | Kina                            | 1.05,63 | 0Q0        |
| 3         | 5    | 3    | Mona McSharry       | Irland                          | 1.05,74 | 0Q0        |
| 4         | 4    | 6    | Satomi Suzuki       | Japan                           | 1.06,04 | 0Q0        |
| 5         | 3    | 4    | Lilly King          | USA                             | 1.06,10 | 0Q0        |
| 6         | 5    | 5    | Benedetta Pilato    | Italien                         | 1.06,19 | 0Q0        |
| 7         | 3    | 2    | Anastasia Gorbenko  | Israel                          | 1.06,22 | 0Q0, WD    |
| 8         | 5    | 7    | Eneli Jefimova      | Estland                         | 1.06,24 | 0Q0        |
| 9         | 4    | 4    | Rūta Meilutytė      | Litauen                         | 1.06,34 | 0Q0        |
| 10        | 4    | 1    | Alina Zmusjka       | Individuella neutrala idrottare | 1.06,37 | 0Q0        |
| 10        | 3    | 6    | Lisa Angiolini      | Italien                         | 1.06,37 | 0Q0        |
| 12        | 3    | 5    | Angharad Evans      | Storbritannien                  | 1.06,38 | 0Q0        |
| 13        | 5    | 6    | Sophie Hansson      | Sverige                         | 1.06,66 | 0Q0        |
| 14        | 4    | 3    | Tes Schouten        | Nederländerna                   | 1.06,69 | 0Q0        |
| 15        | 5    | 2    | Kotryna Teterevkova | Litauen                         | 1.06,76 | 0Q0        |
| 16        | 4    | 8    | Macarena Ceballos   | Argentina                       | 1.06,89 | 0Q0        |
| 17        | 4    | 7    | Yang Chang          | Kina                            | 1.06,91 | 0q0        |
| 18        | 5    | 8    | Sophie Angus        | Kanada                          | 1.06,93 |            |
| 19        | 3    | 3    | Reona Aoki          | Japan                           | 1.06,98 |            |
| 20        | 3    | 1    | Anna Elendt         | Tyskland                        | 1.07,00 |            |
| 21        | 5    | 1    | Dominika Sztandera  | Polen                           | 1.07,22 |            |
| 22        | 2    | 4    | Jenna Strauch       | Australien                      | 1.07,27 |            |
| 23        | 3    | 8    | Lisa Mamié          | Schweiz                         | 1.07,65 |            |
| 23        | 4    | 2    | Emma Weber          | USA                             | 1.07,65 |            |
| 25        | 3    | 7    | Letitia Sim         | Singapore                       | 1.07,75 |            |
| 26        | 2    | 3    | Ida Hulkko          | Finland                         | 1.08,73 |            |
| 27        | 2    | 5    | Jessica Vall        | Spanien                         | 1.08,78 |            |
| 28        | 2    | 6    | Kristýna Horská     | Tjeckien                        | 1.08,96 |            |
| 29        | 2    | 2    | Stefanía Gómez      | Colombia                        | 1.09,16 |            |
| 30        | 2    | 7    | Emily Santos        | Panama                          | 1.09,94 |            |
| 31        | 2    | 1    | Lynn El Hajj        | Libanon                         | 1.10,27 |            |
| 32        | 2    | 8    | Lanihei Connolly    | Cooköarna                       | 1.10,45 |            |
| 33        | 1    | 4    | Rouxin Tan          | Malaysia                        | 1.12,50 |            |
| 34        | 1    | 5    | Imane El Barodi     | Marocko                         | 1.14,57 |            |
| 35        | 1    | 3    | Ellie Shaw          | Antigua och Barbuda             | 1.14,78 |            |
| 36        | 1    | 6    | Aminata Barrow      | Gambia                          | 1.15,12 |            |
| 37        | 1    | 2    | Lara Dashti         | Kuwait                          | 1.15,67 |            |

### Semifinaler
Simmarna med de 8 bästa tiderna gick vidare till final.
| Placering | Heat | Bana | Simmare             | Nation                          | Tid     | Noteringar |
| --------- | ---- | ---- | ------------------- | ------------------------------- | ------- | ---------- |
| 1         | 2    | 4    | Tatjana Smith       | Sydafrika                       | 1.05,00 | 0Q0        |
| 2         | 2    | 5    | Mona McSharry       | Irland                          | 1.05,51 | 0Q0, 0NR0  |
| 3         | 2    | 3    | Lilly King          | USA                             | 1.05,64 | 0Q0        |
| 4         | 1    | 4    | Tang Qianting       | Kina                            | 1.05,83 | 0Q0        |
| 5         | 1    | 2    | Alina Zmusjka       | Individuella neutrala idrottare | 1.05,93 | 0Q0, 0NR0  |
| 6         | 2    | 7    | Angharad Evans      | Storbritannien                  | 1.05,99 | 0Q0        |
| 7         | 1    | 3    | Benedetta Pilato    | Italien                         | 1.06,12 | 0Q0        |
| 8         | 2    | 6    | Eneli Jefimova      | Estland                         | 1.06,23 | 0Q0        |
| 9         | 1    | 6    | Lisa Angiolini      | Italien                         | 1.06,39 |            |
| 10        | 2    | 1    | Tes Schouten        | Nederländerna                   | 1.06,56 |            |
| 11        | 2    | 2    | Rūta Meilutytė      | Litauen                         | 1.06,89 |            |
| 12        | 1    | 5    | Satomi Suzuki       | Japan                           | 1.06,90 |            |
| 13        | 1    | 7    | Sophie Hansson      | Sverige                         | 1.06,96 |            |
| 14        | 1    | 8    | Yang Chang          | Kina                            | 1.07,20 |            |
| 15        | 2    | 8    | Macarena Ceballos   | Argentina                       | 1.07,31 |            |
| 16        | 1    | 1    | Kotryna Teterevkova | Litauen                         | 1.07,48 |            |

### Final
| Placering | Bana | Simmare          | Nation                          | Tid     | Noteringar |
| --------- | ---- | ---------------- | ------------------------------- | ------- | ---------- |
| 1         | 4    | Tatjana Smith    | Sydafrika                       | 1.05,28 |            |
| 2         | 6    | Tang Qianting    | Kina                            | 1.05,54 |            |
| 3         | 5    | Mona McSharry    | Irland                          | 1.05,59 |            |
| 4         | 1    | Benedetta Pilato | Italien                         | 1.05,60 |            |
| 4         | 3    | Lilly King       | USA                             | 1.05,60 |            |
| 6         | 7    | Angharad Evans   | Storbritannien                  | 1.05,85 |            |
| 7         | 8    | Eneli Jefimova   | Estland                         | 1.06,50 |            |
| 8         | 2    | Alina Zmusjka    | Individuella neutrala idrottare | 1.06,54 |            |